# Segunda Guerra Messênia
A Segunda Guerra Messênia foi a segunda das três guerras entre Esparta e a Messênia, e faz parte das Guerras Messênias. A guerra começou com a revolta dos messênios, que haviam sido escravizados na primeira guerra, e durou vinte e um anos. O líder da revolta, e que liderou os messênios durante toda a guerra, era Aristômene. Os espartanos foram liderados pelo poeta ateniense Tirteu.